# Otto Linhart
Otto Linhart (3. dubna 1932 Praha – 1. října 2004) byl český chirurg, vedoucí katedry obecné chirurgie a přednosta II. chirurgické kliniky 1. lékařské fakulty UK v Praze. Specializoval se na gastroenterochirurgii a endokrinochirurgii, především pak na operativu karcinomu žaludku.